# Onciale 0242
- Papyrus
- Onciale
- Minuscules
- Lectionnaire

Le Codex 0242 (dans la numérotation Gregory-Aland), est un manuscrit du Nouveau Testament sur parchemin écrit en écriture grecque onciale.

## Description
Le codex se compose d'une folio. Il est écrit en deux colonnes par page, de 25 lignes par colonne. Les dimensions du manuscrit sont 23 x 20 cm,. Les paléographes datent ce manuscrit du IVe siècle.
C'est un manuscrit contenant le texte de l'Évangile selon Matthieu (8,25-9,2; 13,32-38.40-46).
Le texte du codex représenté type alexandrin. Kurt Aland le classe en Catégorie III.
Le manuscrit a été examiné par Ramón Roca-Puig.
Lieu de conservation
Il est conservé au Musée égyptien (no. 71942) à Caire,.